# Dolmen de la Boucharderie
Le dolmen de la Boucharderie, appelé aussi dolmen de Chardin, est un dolmen situé au lieu-dit la Boucharderie, sur la commune de Roullet-Saint-Estèphe dans le département de la Charente, en France. 

## Historique
Selon Gustave Chauvet, ce dolmen aurait peut-être été fouillé par Octave (ou Raoul) de Rochebrune et Daly en 1869. Le dolmen de la Boucharderie a été classé monument historique par arrêté du 4 août 1927.

## Description
Il s'agit d'un dolmen angoumoisin construit entièrement avec des dalles de calcaire d'origine locale. La chambre rectangulaire est délimitée par sept orthostates dont cinq supportent l'unique table de couverture d'environ 1 m d'épaisseur. Le tumulus qui le recouvrait a disparu mais des traces sont encore visibles.
Quelques tessons de poteries néolithiques et gallo-romaines y furent recueillis.